# Reducció de la barrera induïda pel drenatge

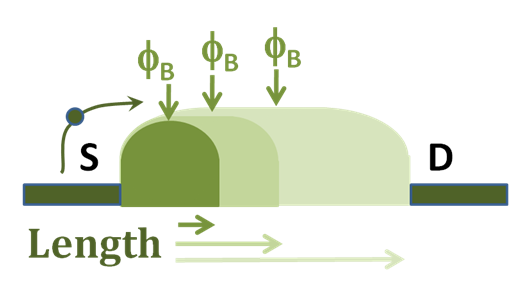
A mesura que la longitud del canal disminueix, la barrera φ _{B} que ha de superar un electró des de la font en el seu camí cap al desguàs es redueix.

La reducció de la barrera induïda pel drenatge (amb acrònim anglès DIBL) és un efecte de canal curt en els MOSFET que es refereix originalment a una reducció de la tensió de llindar del transistor a tensions de drenatge més altes. En un transistor d'efecte de camp pla clàssic amb un canal llarg, el coll d'ampolla en la formació del canal es produeix prou lluny del contacte del drenatge que està protegit electrostàticament del drenatge mitjançant la combinació del substrat i la porta, de manera que clàssicament la tensió llindar era independent de la tensió de drenatge. En dispositius de canal curt, el drenatge està prou a prop com per tancar el canal, de manera que una tensió de drenatge elevada pot obrir el coll d'ampolla i encendre el transistor prematurament.
L'origen de la disminució del llindar es pot entendre com a conseqüència de la neutralitat de càrrega: el model de repartiment de càrrega de Yau. La càrrega combinada a la regió d'esgotament del dispositiu i la del canal del dispositiu està equilibrada per tres càrregues d'elèctrode: la porta, la font i el drenatge. A mesura que augmenta la tensió de drenatge, la regió d'esgotament de la unió pn entre el drenatge i el cos augmenta de mida i s'estén sota la porta, de manera que el drenatge assumeix una part més gran de la càrrega d'equilibrar la càrrega de la regió d'esgotament, deixant una càrrega més petita per a la porta. Com a resultat, la càrrega present a la porta manté l'equilibri de càrrega atraient més portadors al canal, un efecte equivalent a reduir la tensió llindar del dispositiu.
En efecte, el canal es torna més atractiu per als electrons. En altres paraules, la barrera d'energia potencial per als electrons del canal es redueix. Per tant, s'utilitza el terme "baixa de barrera" per descriure aquests fenòmens. Malauradament, no és fàcil obtenir resultats analítics precisos mitjançant el concepte de reducció de barreres.
A la pràctica, el DIBL es pot calcular de la següent manera:
{\displaystyle \mathrm {DIBL} =-{\frac {V_{Th}^{DD}-V_{Th}^{\mathrm {low} }}{V_{DD}-V_{D}^{\mathrm {low} }}},}
on {\displaystyle V_{Th}^{DD}} o Vtsat és la tensió llindar mesurada a una tensió d'alimentació (la tensió de drenatge alta) i {\displaystyle V_{Th}^{\mathrm {low} }} o Vtlin és la tensió de llindar mesurada a una tensió de drenatge molt baixa, normalment 0,05 V o 0,1 V. {\displaystyle V_{DD}} és la tensió d'alimentació (la tensió de drenatge alta) i {\displaystyle V_{D}^{\mathrm {low} }} és la baixa tensió de drenatge (per a una part lineal de les característiques del dispositiu IV). El menys al davant de la fórmula assegura un valor DIBL positiu. Això és degut al fet que la tensió de llindar de drenatge alta, {\displaystyle V_{Th}^{DD}}, és sempre més petit que la tensió de llindar de drenatge baix, {\displaystyle V_{Th}^{\mathrm {low} }}. Les unitats típiques de DIBL són mV/V.
DIBL també pot reduir la freqüència de funcionament del dispositiu, tal com es descriu per l'equació següent:
{\displaystyle {\frac {\Delta f}{f}}=-{\frac {2\mathrm {DIBL} }{V_{DD}-V_{Th}}},}
on {\displaystyle V_{DD}} és la tensió d'alimentació i {\displaystyle V_{Th}} és la tensió llindar.